# The Dark Secret

The Dark Secret est un EP du groupe Rhapsody sorti en 2004 qui avait pour but de faire découvrir aux fans quelques passages de l'album Symphony Of Enchanted Lands II disponible quelques mois plus tard.

## Liste des titres
1. Unholy Warcry (Short Version)
2. Thunder's Mighty Roar
3. Guardians of Destiny (English Version)
4. Sacred Power of Raging Winds
5. Non Ho Sonno (Remix)